# Iglesia de la Inmaculada Concepción (Génave)
La iglesia parroquial de la Inmaculada Concepción es una iglesia de Génave (Jaén), en la comunidad autónoma de Andalucía.

## Construcción
La construcción de esta iglesia se inició en el siglo XIII, en estilo gótico, pero el grueso de la 
fábrica se realizó en la segunda mitad del XV. Es de una sola nave con techumbre de par e hilera sobre arcos apuntados en 
diafragma apoyados en pilares. El lado derecho presenta cuatro capillas cubiertas con medio cañón. En el lateral izquierdo hay una 
capilla-hornacina. Al presbiterio) se accede por arco toral de medio punto y está cubierto con bóveda de medio cañón con lunetos.
Del exterior destaca la torre, cuadrada, de estilo renacentista, al igual que sus dos portadas, de las que sobresale la del Evangelio.